# Francisco Trincão
Francisco António Machado Mota Castro Trincão (* 29. Dezember 1999 in Viana do Castelo) ist ein portugiesischer Fußballspieler. Er steht seit Juli 2023 bei Sporting Lissabon unter Vertrag und läuft für die portugiesische Nationalmannschaft auf.

## Karriere

### Verein
Trincão begann seine Karriere beim SC Vianense. Zwischen 2009 und 2010 spielte er beim FC Porto, ehe er zu Vianense zurückkehrte. 2011 kam er in die Jugend von Sporting Braga. Zwischen 2014 und 2015 spielte er kurzzeitig für den Palmeiras FC.
Im März 2016 stand er gegen den FC Penafiel erstmals im Kader der B-Mannschaft von Braga. Sein Debüt für diese in der Segunda Liga gab er im April 2016, als er am 38. Spieltag der Saison 2015/16 gegen den SC Freamunde in der 80. Minute für Carlos Fortes eingewechselt wurde. Im Mai 2017 erzielte er bei einer 3:2-Niederlage gegen die B-Mannschaft des FC Porto sein erstes Tor für Braga B.
Im August 2017 stand er gegen den CD Santa Clara erstmals in der Startelf. Zur Saison 2018/19 rückte Trincão in den Kader der Erstligamannschaft auf.
Zur Saison 2020/21 wechselte Trincão für 31 Millionen Euro in die spanische Primera División zum FC Barcelona. Er unterschrieb einen Vertrag mit einer Laufzeit bis zum 30. Juni 2025, der eine Ausstiegsklausel in Höhe von 500 Millionen Euro enthält. Der Portugiese kam in der Offensive unter dem Cheftrainer Ronald Koeman hinter Spielern wie Lionel Messi, Antoine Griezmann, Ousmane Dembélé und Martin Braithwaite zu 28 Ligaeinsätzen. Er stand dabei jedoch nur 3-mal in der Startelf und erzielte 3 Tore. Zudem wurde Trincão 7-mal (4-mal in der Startelf) in der Champions League eingesetzt; zum Gewinn der Copa del Rey steuerte er 5 Einsätze (3-mal von Beginn) bei.
Nachdem der FC Barcelona mit Sergio Agüero und Memphis Depay weitere Spieler für seine Offensive verpflichtet hatte, wechselte Trincão zur Saison 2021/22 für ein Jahr auf Leihbasis in die Premier League zu den Wolverhampton Wanderers, die über eine Kaufoption verfügen. Dort trifft er auf den portugiesischen Cheftrainer Bruno Lage sowie auf zahlreiche portugiesische Mitspieler. In England konnte sich Trincão nicht nachhaltig durchsetzen und kam auf 28 Premier-League-Einsätze, von denen er 16-mal in der Startelf stand und 2 Tore erzielte.
Zur Sommervorbereitung 2022 kehrte er zunächst nach Barcelona zurück. Trincão wechselte jedoch noch vor dem Beginn der Saison 2022/23 für ein Jahr auf Leihbasis zu Sporting Lissabon. Im Anschluss an die Leihe verpflichtete Sporting den Spieler fest.

### Nationalmannschaft
Trincão spielte 2015 erstmals für eine portugiesische Jugendnationalauswahl. Im September 2017 debütierte er gegen die Niederlande für die U-19-Auswahl. In jenem Spiel, das 2:2 endete, erzielte er den Treffer zur zwischenzeitlichen 1:0-Führung Portugals.
Mit der U-19-Auswahl nahm er 2018 an der Europameisterschaft teil. Mit Portugal gewann er das Turnier und wurde Europameister. Während des Turniers kam Trincão in allen fünf Spielen seines Landes und erzielte dabei fünf Tore, darunter ein Tor beim 4:3-Sieg im Finale gegen Italien. Gemeinsam mit Jota war er der erfolgreichste Torschütze des Turniers.
Zwischen September 2018 und Mai 2019 lief Trincão 8-mal für die U20-Auswahl auf und erzielte 2 Tore. Ab September 2019 war Trincão in der U21 aktiv. Mit ihr nahm er im März 2021 an der Vorrunde der Europameisterschaft 2021 teil, bei der er in allen 3 Spielen zum Einsatz kam. Bei der Finalrunde, die Ende Mai und Ende Juni 2021 ausgetragen wurde, gehörte der 21-Jährige nicht mehr dem Kader an. Grund dafür war der Kontakt zu einer Person, die positiv auf COVID-19 getestet wurde, weshalb er sich in Quarantäne begeben musste. Ohne ihn erreichte die portugiesische Mannschaft das Finale, scheiterte aber dort an Deutschland.
Am 5. September 2020 debütierte er unter Nationaltrainer Fernando Santos im Rahmen eines Nations-League-Spiels gegen Kroatien in der A-Nationalmannschaft.

## Erfolge
Im Verein:
- Spanischer Pokalsieger: 2021
- Portugiesischer Ligapokalsieger: 2020
- Portugiesischer Meister: 2024, 2025

In der Nationalmannschaft:
- UEFA-Nations-League-Sieger: 2025
- U19-Europameister: 2018